# 島根県立浜山公園野球場
島根県立浜山公園野球場（しまねけんりつ・はまやまこうえんやきゅうじょう）は、島根県出雲市大社町の島根県立浜山公園内にある野球場。施設は島根県が所有し、NPO法人出雲スポーツ振興21が指定管理者として運営管理を行っている。

## 概要・歴史
県は1970年、当時の簸川郡大社町で浜山公園の整備を開始。野球場は公園内最初の施設として1974年に竣工した。開場以来、高校野球、社会人野球などアマチュア野球公式戦が行われている。数は少ないがプロ野球公式戦が開催された実績もある。公園内には以後、各種施設が順次整備され、このうちサブグラウンドを兼ねる少年野球場は1977年に竣工した。
1982年開催の国民体育大会（くにびき国体）では高校野球（硬式）のメイン会場となった。
1995年には照明設備を追加設置し、1999年にはスコアボードを改築するなど施設拡充が行われている。
ナムコが1992年7月30日に発売したゲームボーイ用ソフト『ファミスタ2』（Famista 2）に出てくる、「いずも球場」のモデルになったと言われている

## 施設概要
島根県立浜山公園野球場
- グラウンド面積：12,300m2
- 両翼：91m、中堅：120m
- 内野：クレー舗装、外野：天然芝（高麗芝）
- スコアボード：電光式
- 照明設備：照明塔6基（内野：1,070Lx 外野：560Lx）
- 収容人数：12,000人（観客席5,000人）

島根県立浜山公園少年野球場
- グラウンド面積：12,500m2
- 両翼：91.44m、中堅：115.82m
- 内野：クレー舗装、外野：天然芝
- スコアボード：パネル式
- 照明設備：なし

## 公園内その他の施設
- 島根県立浜山公園陸上競技場
- 島根県立浜山公園補助競技場
- 島根県立浜山公園球技場
- 島根県立浜山公園体育館
- 島根県立浜山公園テニスコート
- 林間こども広場
- ゲートボール場
- 多目的調整池

## 交通
- 一畑電車大社線・浜山公園北口駅から徒歩約10分